# 日本キリスト教会大森教会

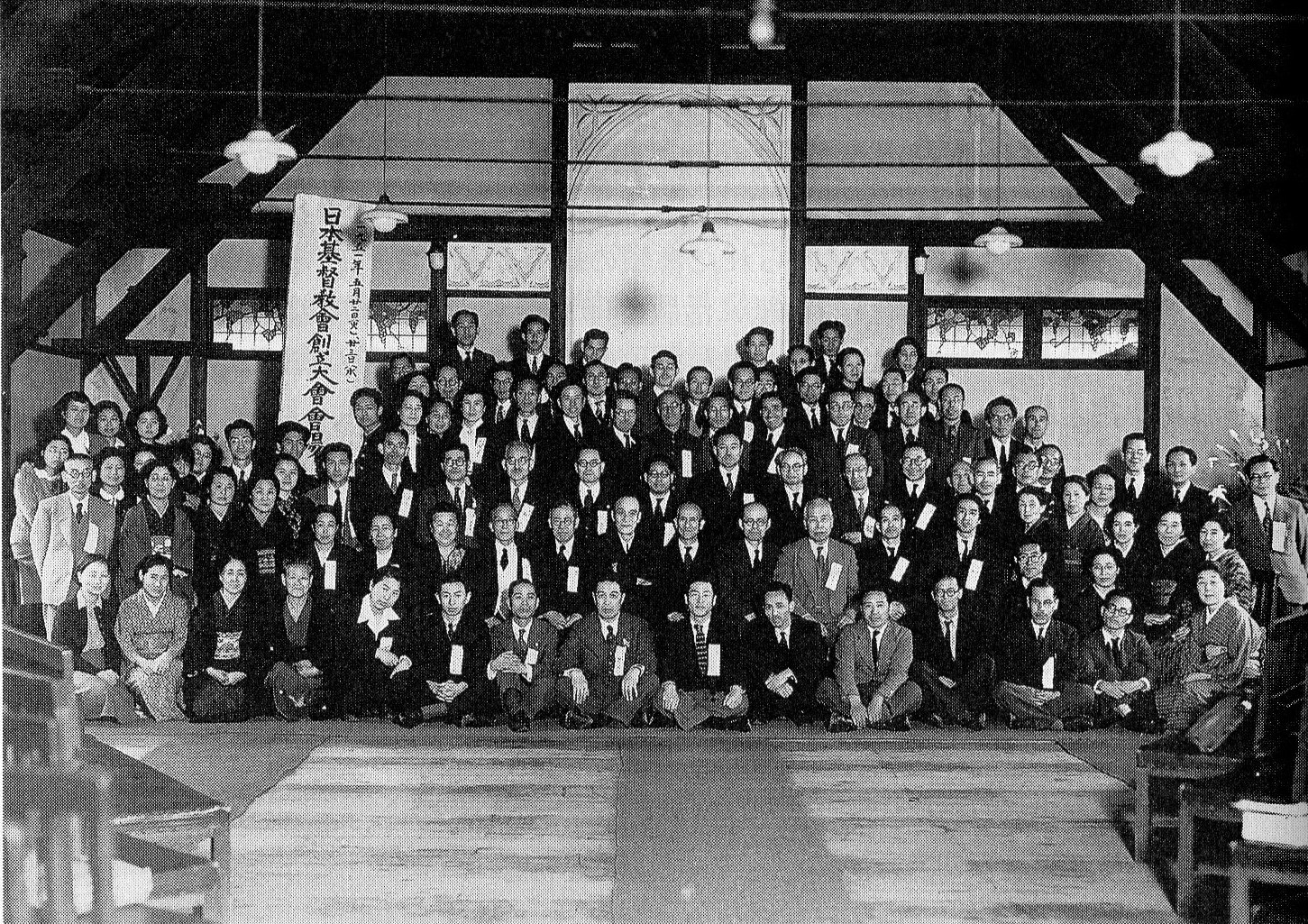
1951年5月23日に日本基督教会創立大会が開催された会場になった大森教会の内部

日本キリスト教会大森教会(にほんキリストきょうかいおおもりきょうかい)は、東京都大田区に位置する日本キリスト教会の教会である。元・大森長老教会。
1904年に坂本重威医師の自宅で、日曜学校を開校する。1908年に植村正久の斡旋により、千屋和牧師が中松盛雄宅で集会を開く。1909年より、毎週木曜日に祈祷会と聖書研究会を開く。植村正久も協力する。
1910年5月に日曜日に礼拝をするようになり、主任者石川四郎の元で、1912年5月12日に伝道教会になる。1913年佐波亘が主任者になり、1915年に新会堂を建設し、佐波亘が正式に牧師になる。
1941年に日本基督教団に所属するが、1951年堀内友四郎、植村環、小野村林蔵、今村好太郎、藤田治芽らと日本キリスト教会を創立する。

## 交通アクセス
- 東日本旅客鉄道京浜東北線大森駅下車　徒歩約9分
- 京急バス森50「大森北三丁目」下車　徒歩約1分